# КНДР на летних Азиатских играх 2018
КНДР принимала участие в летних Азиатских играх 2018 года в Джакарте (Индонезия).

## Медалисты
| Медаль  | Спортсмен                                             | Вид спорта        | Дисциплина                                          |
| ------- | ----------------------------------------------------- | ----------------- | --------------------------------------------------- |
| Золото  | Пак Ёнми                                              | Борьба            | Женщины, вольная борьба, до 53 кг                   |
| Золото  | Чон Мён Сук                                           | Борьба            | Женщины, вольная борьба, до 57 кг                   |
| Золото  | Ким Суджон                                            | Гимнастика        | Женщины, спортивная гимнастика, вольные упражнения  |
| Золото  | Ом Юн Чхоль                                           | Тяжёлая атлетика  | Мужчины, до 56 кг                                   |
| Золото  | Ли Сон Гым                                            | Тяжёлая атлетика  | Женщины, до 48 кг                                   |
| Золото  | Ким Хёсим                                             | Тяжёлая атлетика  | Женщины, до 63 кг                                   |
| Золото  | Лим Унсим                                             | Тяжёлая атлетика  | Женщины, до 69 кг                                   |
| Золото  | Лим Джон Сим                                          | Тяжёлая атлетика  | Женщины, до 75 кг                                   |
| Золото  | Ким Гукхян                                            | Тяжёлая атлетика  | Женщины, свыше 75 кг                                |
| Серебро | Кан Гымсон                                            | Борьба            | Мужчины, вольная борьба, до 57 кг                   |
| Серебро | Ким Джинъа                                            | Дзюдо             | Женщины, до 57 кг                                   |
| Серебро | Джон Джанми Джон Ынгён Ким Суджон Ким Вонъён Пён Реён | Гимнастика        | Женщины, спортивная гимнастика, команда             |
| Серебро | Ким Суджон                                            | Гимнастика        | Женщины, спортивная гимнастика, бревно              |
| Серебро | Ча Хёсим Чой Хёнхва Ким Намхэ Ким Сон И Пхён Сонгён   | Настольный теннис | Женщины, командный разряд                           |
| Серебро | Ким Гукхян Ким Мирэ                                   | Прыжки в воду     | Женщины, синхронная вышка 10 м                      |
| Серебро | Пак Мёнвон                                            | Стрельба          | Мужчины, движущаяся мишень, 10 м                    |
| Серебро | Пак Ёнвон Ким Ынджу                                   | Стрельба из лука  | Микст, классический лук                             |
| Серебро | Чхве Хё Сим                                           | Тяжёлая атлетика  | Женщины, до 63 кг                                   |
| Бронза  | Ким Сонхян                                            | Борьба            | Женщины, вольная борьба, до 50 кг                   |
| Бронза  | Лим Джонсим                                           | Борьба            | Женщины, вольная борьба, до 62 кг                   |
| Бронза  | Ким Суджон                                            | Гимнастика        | Женщины, спортивная гимнастика, многоборье          |
| Бронза  | Пён Реён                                              | Гимнастика        | Женщины, спортивная гимнастика, опорный прыжок      |
| Бронза  | Джон Джанми                                           | Гимнастика        | Женщины, спортивная гимнастика, разновысокие брусья |
| Бронза  | Ким Хёсон                                             | Лёгкая атлетика   | Женщины, марафон                                    |
| Бронза  | Хён Ильмён Лим Гумсон                                 | Прыжки в воду     | Мужчины, синхронная вышка 10 м                      |
| Бронза  | Ким Мирэ                                              | Прыжки в воду     | Женщины, вышка 10 м                                 |
| Бронза  | Ким Кванхи Ким Минхва                                 | Прыжки в воду     | Женщины, синхронный трамплин 3 м                    |
| Бронза  | Чон Мёнсон                                            | Тяжёлая атлетика  | Мужчины, до 85 кг                                   |